# آلن بلوم
 آلن ديفيد بلوم  (إنجليزية:Allan David Bloom) (و.14 سبتمبر 1930 - ت.7 أكتوبر 1992) كان فيلسوفاً، أكاديمياً، وأديباً كلاسيكياً أميركياً. عمل بالتدريس في جامعات كورنيل، ييل، تورنتو، مدرسة الأساتذة العليا، وجامعة شيكاغو. أشهر مؤلفاته كتابه الصادر عام 1987 بعنوان اغلاق العقل الأميركي الذي انتقد فيه ما اعتبره جوانباً سلبية في التعليم العالي بالولايات المتحدة.

## نشأته وتعليمه
وُلد آلن بلوم في إنديانابوليس في ولاية إنديانا في عام 1930، وكانت عائلته من الجيل الثاني من المهاجرين اليهود في الولايات المتحدة. كان كلا والديه يعملان في الخدمة الاجتماعية، لديهما ابنة تُدعى لوسيل تكبر بلوم بسنتين. في سن الثالثة عشرة، قرأ بلوم مقالات مجلة ريدرز دايجست حول جامعة شيكاغو، وأخبر والديه بأنه يريد دخول تلك الجامعة؛ وجد والداه ذلك غير منطقي ولم يُشجعا طموحاته. مع ذلك، عندما انتقلت عائلته إلى شيكاغو في عام 1944، التقى والداه صديقًا لهما يعمل طبيبًا نفسيًا، وكان ابنه قد سجّل في برنامج جامعة شيكاغو للعلوم الإنسانية للطلاب الموهوبين. في عام 1946، قُبل بلوم بنفس البرنامج، وبدأ بالدراسة في سن الخامسة عشرة، وقضى العقد التالي من حياته في الجامعة في حي هايد بارك في شيكاغو.
في مقدمة كتاب عمالقة وأقزام: مقالات الذي نُشر بين عامي 1960 و1990، صرّح بلوم بأن التعليم «قد بدأ مع فرويد وانتهى عند أفلاطون». كان جوهر هذا التعليم معرفة الذات أو اكتشاف الذات؛ وهي فكرة كتب عنها بلوم في وقت لاحق، إذ بدا أنه من المستحيل إقناع صبي أمريكي قَدِم من الغرب الأوسط بتلك الفكرة. نُسب الفضل للفيلسوف ليو شتراوس باعتباره المعلم الذي جعل من كل ذلك أمرًا ممكن التحقيق.

## الفلسفة
لا يمكن تصنيف أعمال بلوم بسهولة، ولكن هناك موضوع مشترك يربط بين جميع أعماله المنشورة، إذ كان مهتمًا بالحفاظ على أسلوب فلسفي للحياة من أجل الأجيال اللاحقة. سعى جاهدًا لتطبيق ذلك من خلال كتاباته العلمية والشعبية. من الممكن حصر كتاباته هذه ضمن فئتين: الفئة الأولى هي النهج العلمي (مثل كتاب الجمهورية الذي ألّفه أفلاطون)، والفئة الثانية هي كتابة مجموعة من التعليقات السياسية الشعبية (مثل كتابه إغلاق العقل الأمريكي). من الوهلة الأولى، يمكن أن يكون هذا تمييزًا صحيحًا، لكن الفحص الأوثق لأعمال بلوم يكشف عن وجود صلة مباشرة بين نوعين من التعبير، ما يعكس وجهة نظره في الفلسفة ودور الفيلسوف في المجال السياسي.

### كتاب الجمهورية لأفلاطون
تختلف ترجمة بلوم ومقاله حول كتاب الجمهورية اختلافًا جذريًا عن الترجمات والتفسيرات السابقة له في العديد من الجوانب الهامة. من أبرز هذه المناقشات مناقشة بلوم حول منهج سقراط. في الواقع، تُعد السخرية (طريقة في التعبير) مفتاحًا لمأخذ بلوم على كتاب الجمهورية (انظر مناقشته للكتب 2-6 من الجمهورية). يصرّح آلن بلوم بأن الفيلسوف مُحصّن من السخرية لأنه قد يرى التراجيديا حينها هزلية والعكس صحيح، وقد يرى الكوميديا الهزلية مأساوية. يُشير بلوم إلى سقراط، الفيلسوف الممتاز، في مقاله التفسيري قائلًا: «يستطيع سقراط الذهاب عاريًا حيثما يذهب الآخرون مكسوين؛ فهو لا يخشى السخرية. يستطيع أيضًا التفكير في الجِمَاع في حين يخشى الآخرون ذلك؛ فهو لا يخشى السُخط الأخلاقي. بعبارة أخرى، إنه يتعامل مع الهزلية بشكل جدي في حين يتعامل مع التراجيديا بشكل هزلي». لذلك فإن السخرية في كتاب الجمهورية تشير إلى «المدينة الفاضلة»، التي لا ينظر بلوم إليها بصفتها نموذجًا للمجتمع في المستقبل، ولا بصفتها قالبًا للروح الإنسانية؛ بل إنها تُقدّم، على نحو لا يخلو من السخرية، مثالًا للمسافة بين الفلسفة والفيلسوف. يتبع بلوم ستراوس في الإشارة إلى أن «المدينة الفاضلة» ليست طبيعية؛ بل من صنع الإنسان.

## روابط خارجية
- آلن بلوم على موقع الموسوعة البريطانية (الإنجليزية)
- آلن بلوم على موقع إن إن دي بي (الإنجليزية)